# Hildebrando Espino
José Antonio de la Santísima Trinidad Espino Velasco (Caracas, 12 de febrero de 1980) conocido como Hildebrando Espino es un atleta peruano especialista en las disciplinas de caminata de calle y marcha atlética.
Asistió a la Caminata Internacional en Egipto en el 2010 representando a Venezuela donde alcanzó el subcampeonato internacional. Fue presidente fundador de la Red de Caminata Global de Venezuela, organización pre federativa del deporte de la Caminata de Calle en Venezuela.

## Trayectoria

### Competencias de caminata de calle

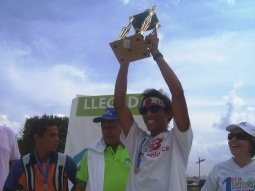
Premiación
de Hildebrando Espino en la 1.ª Caminata Metrópolis Preserva 1.º de abril de 2007 en San Diego, Carabobo.

Gana en reiteradas oportunidades caminatas de calle importantes a nivel nacional en Venezuela entre ellas la Caminata de la Sociedad Anticancerosa, Caminata Virgen de la Candelaria, Caminata Faces,Caminata Miranda,Caminata Bejuma,Caminata Metrópolis, entre otras.-
En el 2006 Espino ingresa al team New Balance, en el 2007 logra ganar una de las caminatas importantes en Venezuela, la 5.ª Caminata Coyserca por parejas junto a la atleta Nayibe Rosales
El 8 de enero de 2010, Espino compitió en el Campeonato Internacional de Caminata de Calle Egipto logrando el subcampeonato mundial.

### Competencias en marcha atlética
El 24 de febrero de 2007 hace su debut en el Campeonato Nacional de Marcha de Venezuela en la ciudad de Caracas - Venezuela
El 10 de mayo de 2007 compite en los II Juegos del ALBA alcanzando la 9.ª posición
El 5 de noviembre de 2010 gana medalla de oro en la prueba de 20 km Marcha para la Universidad Experimental de las Fuerzas Armadas UNEFA durante la XV edición de los Juegos Venezolanos de Instituciones de Educación Superior Juvines Yaracuy 2010.
Después de años de retiro regresa representando a Perú logrando doble campeonato sudamericano en el Campeonato Sudamericano de Atletismo Máster Bogotá 2022 en 10 klms Marcha y 5000 m Marcha y un subcampeonato en Cross Country

## Marcas personales

### Caminatas de calle
| Distancia | Tiempo  | Fecha                    | Lugar              |
| --------- | ------- | ------------------------ | ------------------ |
| 5 km      | 24.51   | 30 de septiembre de 2007 | Caracas            |
| 6.2 km    | 28.55   | 21 de septiembre de 2008 | Chacao             |
| 10 km     | 50.47   | 4 de junio de 2006       | Valencia           |
| 12 km     | 1:02.34 | 6 de junio de 2010       | San Antonio Cúcuta |
| 12,336 m  | 1:05:32 | 8 de enero de 2010       | Egipto             |